# Nils Palmærus
Nils Palmærus, född 14 juli 1700 i Örberga församling, Östergötlands län, död 22 november 1776 i Kullerstads församling, Östergötlands län, var en svensk präst och riksdagsman.

## Biografi
Palmærus föddes 1700 i Örberga församling. Han var son till kyrkoherden Samuel Palmærus och Inga Aschanius. Palmærus blev 1719 student vid Uppsala universitet och prästvigdes 12 augusti 1724. Han blev 1726 domkyrkokomminister i Linköpings församling och 1731 kyrkoherde i Kullerstads församling. Den 29 maj 1756 blev han prost. Han fick kallelse till Katarina församling i Stockholm, men ville hellre stanna kvar i Kullerstads församling och utnämndes 16 december 1771 till kontraktsprost i Norrköpings kontrakt (Memmings härad), men avböjde tjänsten på grund av sjukdom. Palmærus avled 1776 i Kullerstads församling och begravdes 3 december samma år.
Palmærus var ledamot vid riksdagen 1746–1747, riksdagen 1755–1756 och riksdagen 1760-1762.

### Familj
Palmærus gifte sig första gången 22 november 1726 med Elisabeth Rosinius (1709–1728). Hon var dotter till kyrkoherden i Vallerstads församling. De fick tillsammans sonen Samuel Palmærus (1728–1785), som blev kyrkoherde i Kullerstads församling.
Palmærus gifte sig andra gången 29 april 1731 med Ingeborg Skunk (död 1766). Hon var dotter till sjötullsinspektor Jöns Skunk och Elisabeth Lithzenius i Gryts församling. Ingeborg Skunk var änka efter kyrkoherden Samuel Reuselius i Lofta församling. Palmærus och Skunk fick tillsammans sonen Isaac Palmærus (1734–1787) , som blev läkare i Stockholm.